# Вацлав Лебеда
Вацлав Лебеда (чеськ. Václav Lebeda, * 22 липня 1992, Копрживніце), виступає під псевдонімом Voxel — чеський співак і автор пісень. Навчався за спеціальністю «популяризація музичної культури» в Західночеському університеті у місті Пльзень. З дружиною Марією виховує двох синів. Перший, Вацлав, народився 4.11.2014 і другий Йожуа — 4.1.2018.

## Життя
З дитинства грав на флейті і клавішних, згодом став грати на інших інструментах, завдяки хорошому вчителеві вивчив гру на фортепіано. Брав участь у кількох епізодах телеконкурсу Чехословацька суперзірка, але не виграв. Співав і грав на гітарі в гурті Burnout.
На початку 2012 року опублікував під ім'ям Voxel сингл «V síti» (В мережі), до якого незабаром вийшов і кліп. Тексти інших синглів Hitmaker (липень 2012) і Superstar (січень 2013) написав Pokáč, з яким Voxel іноді виступає дуетом. У березні 2013 року отримав звання «відкриття року» від першого музичного чеського телеканалу Óčko, отримавши 19,422 голосів від глядачів. Восени 2013го в рамках фестивалю «Чеський соловей» Mattoni посів друге місце у номінації «Зірка інтернету». На початку 2015-го провів кілька турне з гуртами O5&Radeček і UDG. На фестивалі поп-музики «Ангел» 2014 року був номінований в категорії «відкриття року».

## Дискографія
- All Boom!, 2014
- Motýlí efekt (Ефект метелика), 2015